# Utgard (album)
Utgard je petnaesti studijski album norveškog metal-sastava Enslaved. Diskografska kuća Nuclear Blast objavila ga je 2. listopada 2020.

## O albumu
Prvi je Enslavedov album na kojem svira bubnjar Iver Sandøy, koproducent nekoliko prijašnjih albuma skupine koji joj se pridružio nakon što ju je 2018. napustio dugogodišnji bubnjar Cato Bekkevold. Uradak je isprva trebao biti izdan početkom 2020., no objava je odgođena do listopada te godine zbog pandemije koronavirusa.
Nazvan je po mjestu u nordijskoj mitologiji, a određene pjesme sadrže i stihove na staronordijskom jeziku. Na Islandu je snimljen glazbeni spot za pjesmu „Jettegryta”. Utgard u žanrovskom smislu spaja osobine black metala, koji je sastav svirao na početku karijere, i eksperimentiranje s progresivnim rockom iz sedamdesetih godina 20. stoljeća.

## Popis pjesama
Glazba: I. Peersen.
| 1.    | »Fires in the Dark«            | Peersen, K. Grutle, Grímnismál | 5:59 |
| 2.    | »Jettegryta«                   | Peersen                        | 4:56 |
| 3.    | »Sequence«                     | Peersen                        | 6:39 |
| 4.    | »Homebound«                    | Peersen, Grutle                | 5:26 |
| 5.    | »Útgarðr«                      | Peersen                        | 1:51 |
| 6.    | »Urjotun«                      | Grutle                         | 4:21 |
| 7.    | »Flight of Thought and Memory« | Peersen, Grutle, Hávamál       | 6:22 |
| 8.    | »Storms of Utgard«             | Peersen                        | 4:38 |
| 9.    | »Distant Seasons«              | Peersen                        | 4:31 |
| 44:43 |                                |                                |      |

## Recenzije
| Recenzije       | Recenzije |
| Izvor           | Ocjena    |
| --------------- | --------- |
| Blabbermouth    | 9/10      |
| Kerrang!        | 4/5       |
| Metal Injection | 9/10      |
| Sputnikmusic    | 4/5       |

Dobio je pozitivne kritike. Hannah May Kilroy dala mu je četiri boda od njih pet u recenziji za Kerrang! opisavši ga „veličanstvenim” i zaključila je da je sastav „stvorio još jedno remek-djelo”. Jednaku mu je ocjenu dao i Sputnikmusicov recenzent nazvavši ga „fantastičnim spojem svih obilježja metala”, dodavši da je sastav „u odličnoj formi” i zaključivši da je „još jednom dokazao da ne čini pogrešne korake”.
Jason Roche dao mu je devet bodova od njih deset u osvrtu za Blabbermouth i napisao je da „zvuči kao pravi završetak Enslavedova uspona na prijestolje (...) modernog prog-metala”. Jednako ga je ocijenio i Jordan Blum pišući za Metal Injection; izjavio je kako „nije samo odličan nasljednik [albuma] E nego i izvrstan suvremen pristup Enslavedovoj estetici koja se stalno mijenja”. Dodao je da je sastav na uratku „u punoj snazi” i da je stvorio „pravi žanrovski dragulj”.
U pozitivnoj recenziji za časopis Prog Jerry Ewing zaključio je da je riječ o „majstorskom djelu” i da „oprimjeruje sve što suvremenu progresivnu glazbu čini uzbudljivom i odličnom”.

## Zasluge
| Enslaved - Ivar Bjørnson – prateći vokali (na pjesmi „Fires in the Dark”); gitara (električna i akustična), sintesajzer, klavijature, sekvencer, efekti, snimanje, tonska obrada, produkcija, umjetnički direktor - Grutle Kjellson – vokali, bas-gitara, sintesajzer, produkcija, umjetnički direktor - Iver Sandøy – vokali, bubnjevi, udaraljke, klavijature, efekti, snimanje, tonska obrada, produkcija - Håkon Vinje – klavijature, klavir, vokali - Ice Dale – prateći vokali (na pjesmi „Fires in the Dark”); gitara (električna i akustična), snimanje, tonska obrada Dodatni glazbenici - Martin „Bellhammer” Horntveth – udaraljke, sintesajzer, glockenspiel, zvona, rototom, programiranje (na pjesmi „Sequence”) - Inger Sunneva Peersen – prateći vokali (na pjesmi „Distant Seasons”) - Sonia Elisabeth Peersen – prateći vokali (na pjesmi „Distant Seasons”) | Ostalo osoblje - Jens Bogren – miksanje - Tony Lindgren – masteriranje - Sky van Hoff – tonska obrada (gitare) - Vegard Lemme – dodatna tonska obrada (bubnjeva) - Arild Gertz – tonska obrada (gitare i bas-gitare) - Øyvind Dahle – tonska obrada (gitare i bas-gitare) - Truls Espedal – naslovnica, umjetnički direktor - Marcelo Vasco – omot albuma |

## Ljestvice
| Ljestvica (2020.)   | Najviša pozicija |
| ------------------- | ---------------- |
| Austrija            | 59.              |
| Belgija (Flandrija) | 162.             |
| Belgija (Valonija)  | 59.              |
| Finska              | 42.              |
| Njemačka            | 30.              |
| Škotska             | 48.              |